# 中山輔親
中山 輔親（なかやま すけちか、1894年〈明治27年〉11月13日 - 1980年〈昭和55年〉4月23日）は、日本の政治家、華族。貴族院侯爵議員。中山忠能の曾孫で、大正天皇のはとこに当たる。

## 経歴
東京府出身。侯爵・中山孝麿の五男として生まれる。父・孝麿の死去に伴い、1919年（大正8年）12月20日、家督を相続し侯爵を襲爵。同年12月22日、貴族院侯爵議員に就任し、火曜会に属し1947年（昭和22年）5月2日の貴族院廃止まで在任した。
東京帝国大学経済学部を修了。1942年（昭和17年）以降、商工省参与、内閣委員、軍需省委員、取引所資産評価委員会委員などを務めた。

## 人物
- 貴族院議員であったが、「政府の役人が、半年も一年もかかって編成した原案を、我々公侯爵の華族が、実社会の事は碌に知らない癖に、世襲の貴族院議員なるが故に、わずか一、二か月の間に審議するのは間違いのもと」と批判したことがある[6]。

## 栄典
- 1931年（昭和6年）5月1日 - 帝都復興記念章[7]

## 親族
- 曽祖父・侯爵中山忠能  - 明治天皇の祖父
- 祖父・侯爵中山忠愛
- 父・侯爵中山孝麿
- 兄・今城定政 - 子爵・今城定徳養子[1]
- 弟・錦織保親 - 子爵・錦織栄久養子[1]
- 妻・中山豊子（とよこ） - 九条道実二女[1] 、貞明皇后の姪、昭和天皇のいとこ
- 長男・中山忠圀
- 二男・中山忠敬(妻の雪子は公爵伊藤博精の次女)
- 長女・孝子（1919年生） - 女子学習院卒。千家尊祀（1913年生、旧名国麿）の妻。尊祀は出雲国造82代・千家尊統（千家尊福甥）の子で同83代となる[8]
- 次女・福子 - 渡辺三郎の長男・誠一郎の妻[9]
- 三女・清子 - 岡野清輝夫人